# Ким Ман Хве
Ким Ман Хве (кор. 김만회; род. 15 мая 1967) — южнокорейский хоккеист на траве, полевой игрок. Участник летних Олимпийских игр 1988 года, чемпион летних Азиатских игр 1986 года.

## Биография
Ким Ман Хве родился 15 мая 1967 года.
В 1986 году в составе сборной Южной Кореи по хоккею на траве завоевал золотую медаль летних Азиатских игр в Сеуле.
В 1988 году вошёл в состав сборной Южной Кореи по хоккею на траве на летних Олимпийских играх в Сеуле, занявшей 10-е место. Играл в поле, провёл 7 матчей, забил 1 мяч в ворота сборной Великобритании.